# Zhangatas
Zhangatas är en ort i Kazakstan.   Den ligger i oblystet Zjambyl, i den centrala delen av landet, 900 km söder om huvudstaden Astana. Zhangatas ligger 506 meter över havet och antalet invånare är 33 492.
Terrängen runt Zhangatas är platt åt nordost, men åt sydväst är den kuperad.  Trakten runt Zhangatas är nära nog obefolkad, med mindre än två invånare per kvadratkilometer. Det finns inga andra samhällen i närheten. Trakten runt Zhangatas består i huvudsak av gräsmarker.